# نهائي الدرع الخيرية 1931
نهائي الدرع الخيرية 1931 هي النسخة الثامنة عشر من الدرع الخيرية. لُعبت المباراة بتاريخ 7 أكتوبر 1931 على ملعب فيلا بارك، بين أرسنال بطل دوري كرة القدم الإنجليزي 1930–31 ووست بروميتش ألبيون بطل كأس الاتحاد الإنجليزي 1930–31. فاز أرسنال باللقب بعد فوزه على وست بروميتش ألبيون بنتيجة 1–0.

## المباراة
| أرسنال | 1–1   | وست بروميتش ألبيون |
| ------ | ----- | ------------------ |
| باستين | [ 1 ] |                    |